# Ауад, Джулиет
Джулиет Ауад (араб. جولييت عواد‎, англ. Juliet Awwad; полное имя Джулиет Никохос Ягуб Акопян, англ. Juliet Nickogos Yacoub Hacobian, арм. Ջուլիետ Նիկողոս Յագուբ Հակոբյան; 7 июля 1951, Амман, Иордания) —  иорданская актриса и режиссёр армянского происхождения. Она считается одной из самых известных иорданских актрис. Пионер иорданского искусства.
Её драматические и исторические произведения считаются выдающимся знаком арабского искусства и драматургии. Ауад получила награду за лучшую женскую роль на Втором театральном фестивале в 1992 году, а также была удостоена награды на фестивале Tyche Jordan.

## Биография
По вероисповеданию — христианка. Её отец Никохос Ягуб Акопян бежал в начале XX века из Османской империи.
Она получила степень бакалавра режиссуры и актерского мастерства в Ереване, Армения, в 1972 году, а затем получила высший диплом по детскому театру. После этого она работала режиссёром детского театра в Департаменте культуры и искусств в период с 1972 по 1978 год.